# ブリストル ブリタニア
ブリストル タイプ175 ブリタニア（Bristol Type 175 Britannia）は、イギリスのブリストル社が、ダグラス DC-4の後継機を目指して開発した長距離ターボプロップ4発旅客機である。

## 概要
第二次世界大戦後の1947年に開発が始まり、1952年に初飛行したが、エンジンに問題がありその後の開発に手間取り、その解決策が見つかる間に2機の原型機が失われた。
そうしている間にもイギリスでは同年に世界初のジェット旅客機であるデ・ハビランド DH.106 コメットIが、アメリカでは経済的なボーイング707やダグラス DC-8といったジェット機の開発が為された。
そのため1960年に生産が終わるまでに、わずか85機が生産されただけであった。ブリタニアは西側の長距離ターボプロップ旅客機では最高峰であるといわれているが、同じイギリス製の中距離のビッカース バイカウントよりもはるかに生産数が少ない。
その静かで、スムースなフライトから「ささやく巨人」（"The Whispering Giant"）のニックネームを持っている。

## 経緯
第二次世界大戦中に戦後イギリスが開発する旅客機を審査した、いわゆるブラバゾン委員会の4種類の旅客機のうち、ブリストルはそのうちType IとType IIIの契約を得た。その後エンジンについて紆余曲折を経た上で、当初の48人乗りからさらに大きなブリタニアが完成した。
しかしながら開発に手間取ったために受注が伸び悩み、主に中距離帝国ルート（Medium Range Empire/MRE）向けに開発された量産型の100型シリーズはわずか15機が英国海外航空（BOAC）に引き渡されたに過ぎず、イギリス空軍には貨客混載タイプの250型を23機を受注したが、胴体を延長した300型ではBOACの18機以外には大口の受注が得られず、経済的に成功したとはいえない結果に終わった。
デ・ハヴィランド・コメット4の導入前年の1957年に、ようやくロンドン-シドニーやロンドン-東京線などの主要路線への就航が始まったものの、1960年代以降に同機やボーイング707、ヴィッカース VC-10などのジェット機が導入された後は、モナーク航空などのチャーター航空会社に売却されたり貨物機に改造され、1970年代には姿を消した。
また、カナディア社が1950年代にこの機体の製造ライセンスを取得し、軍用輸送機及び貨物機のCC-106・CL-44シリーズを開発・生産している。

## 導入航空会社

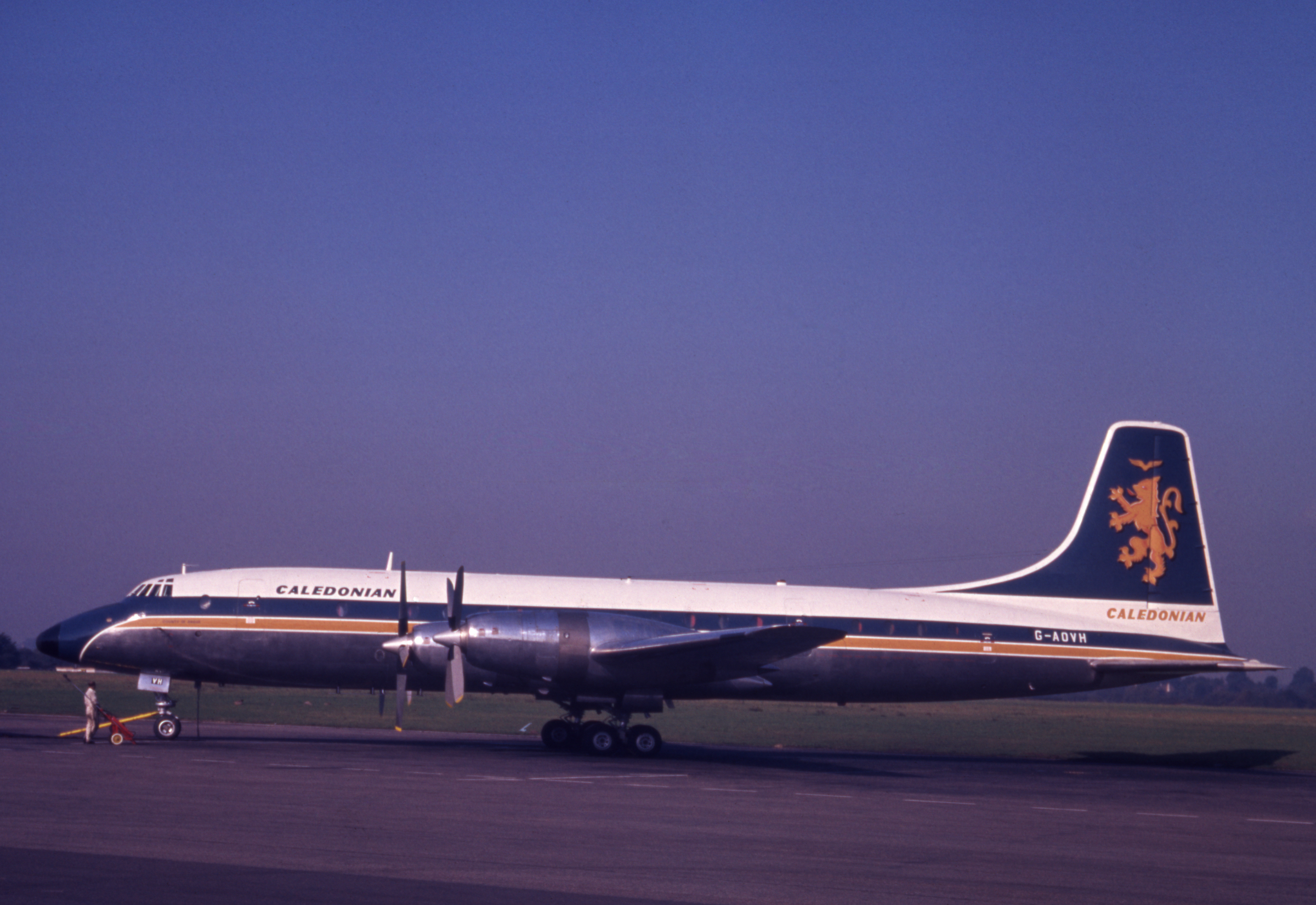
カレドニアン航空の175ブリタニア312

- 英国海外航空（現在の英国航空）
- キャセイパシフィック航空
- カナダ太平洋航空
- クバーナ航空
- エル・アル航空
- アエロメヒコ航空
- カレドニアン航空
- モナーク航空
- レイカー航空